# Riddersholm

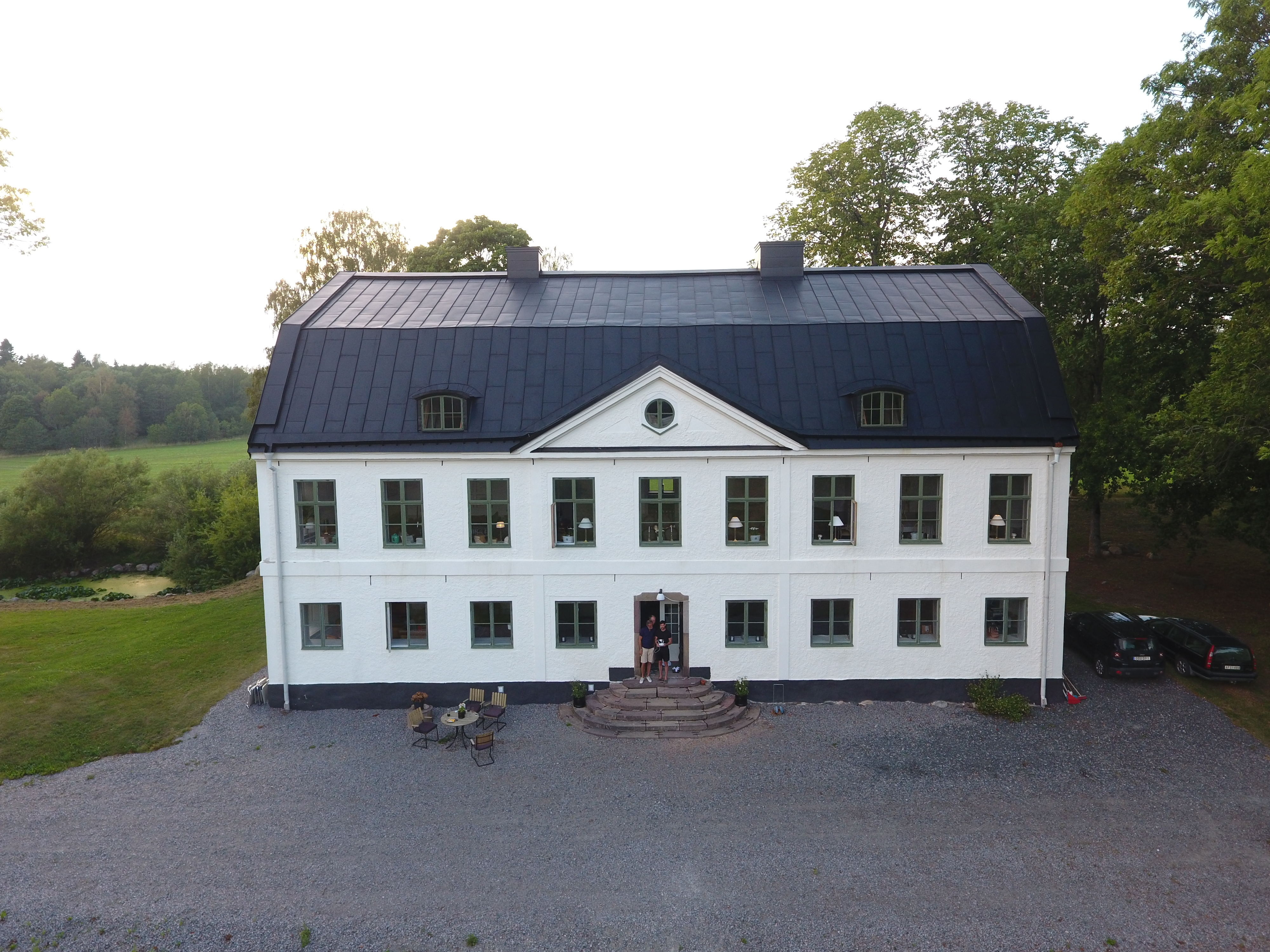
Riddersholms huvudbyggnad 2018

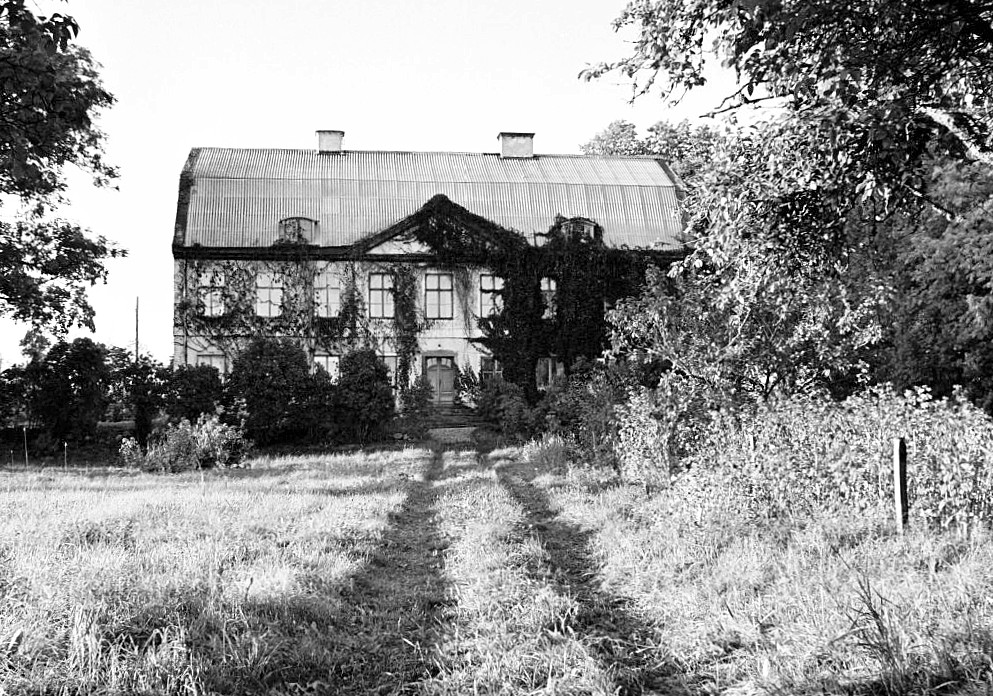
Riddersholms huvudbyggnad 1962.

Riddersholms slott ligger på Rådmansö i Rådmansö socken, Norrtälje kommun. Söder om gården ligger Riddersholms naturreservat.

## Historik
Ridderholm var ursprungligen en by och omtalas första gången i Kung Valdemars segelled. Under medeltiden bestod byn av två delar, Väster och Öster Sidö. 1719 bestod Sidö av sammanlagt 14 gårdar, som alla brändes under rysshärjningarna samma år. 1723 uppfördes istället på platsen Riddersholms slott av Peter Soldan som året innan adlats Ridderstad.  
Öster om huvudbyggnaden finns även en väderkvarn av stolptyp från 1772. Den är en av Sveriges största bevarade stolpkvarnar och flyttades till sin nuvarande plats från Kvarnudden på 1800-talet. 
I den före detta statarlängan inryms numera Kapellskärs vandrarhem. Söder om Riddersholms gård utbreder sig Riddersholms 635 hektar  stora naturreservat som inrättades år 1998. 
En omfattande renovering har utförts de senaste åren för att återställa huvudbyggnad och park.
Bortsett från ett fåtal år under 2000-talet har Riddersholm varit i familjen Ridderstads ägo sedan det byggdes 1723. Riddersholm ägs i dagsläget av Tiel och Caroline Ridderstad.